# Gorges du Verdon
Ne doit pas être confondu avec Basses gorges du Verdon.
 (mai 2022).
Si vous disposez d'ouvrages ou d'articles de référence ou si vous connaissez des sites web de qualité traitant du thème abordé ici, merci de compléter l'article en donnant les références utiles à sa vérifiabilité et en les liant à la section « Notes et références ».

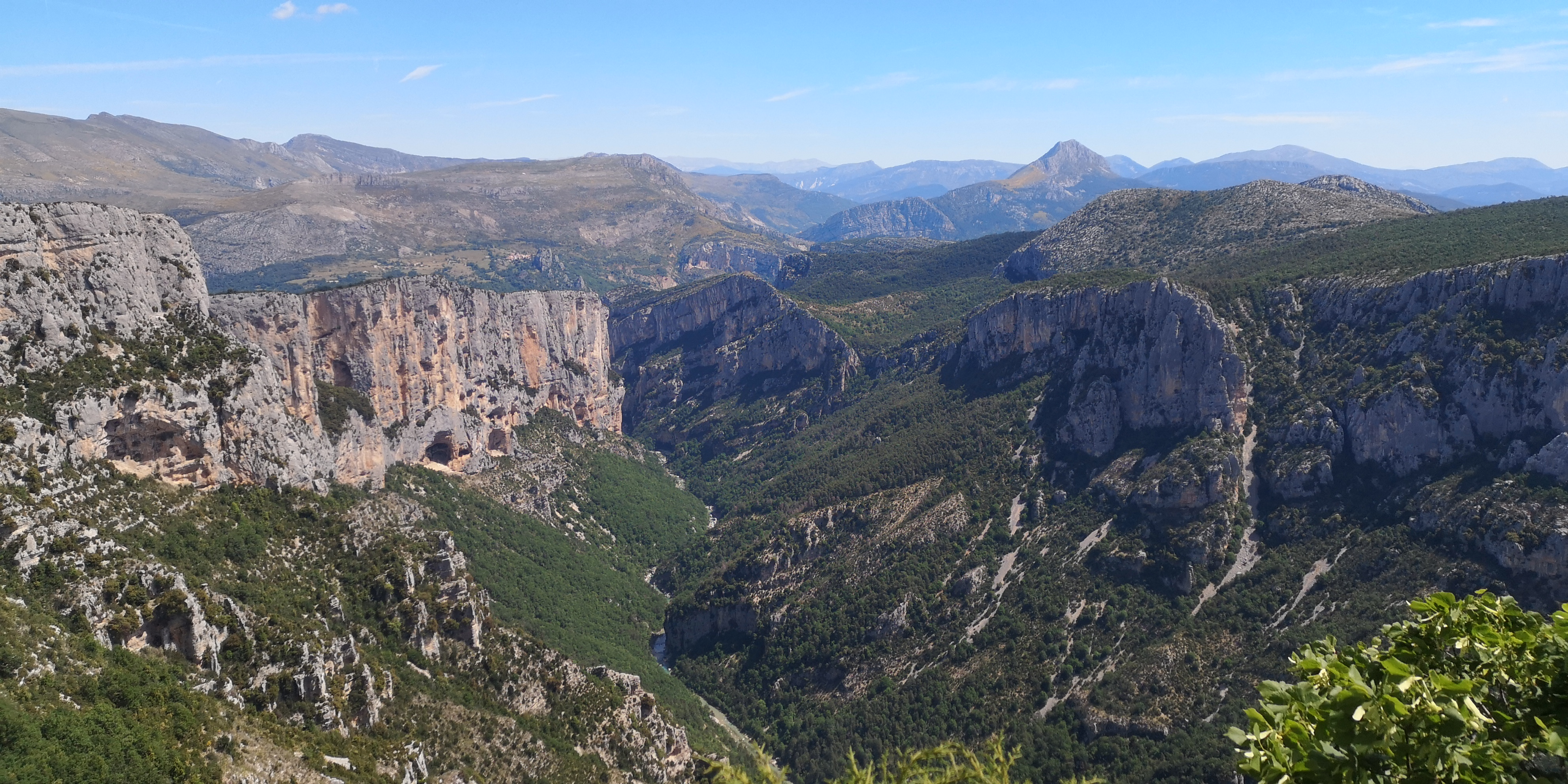
Les gorges du Verdon depuis le belvédère du Tilleul.

Les gorges du Verdon, canyon du Verdon ou Grand Canyon sont un ensemble de gorges de France situées en Provence, entre les Alpes-de-Haute-Provence et le Var. Creusées par le Verdon au milieu de son cours, elles séparent les Préalpes de Castellane au sud des Préalpes de Digne au nord en formant une étroite vallée de 25 kilomètres de longueur et atteignant jusqu'à 700 mètres de profondeur.
Elles constituent un haut lieu touristique de Provence qui attire de nombreux visiteurs venus admirer les panoramas égrenés le long de différentes routes en corniche dont la Corniche sublime ou de sentiers de randonnée, pratiquer des sports (plaisance, eaux vives, escalade, randonnée, etc.), observer la faune et la flore protégées au sein du parc naturel régional du Verdon, etc.

## Géographie

### Situation, topographie
Le Verdon prend sa source tout près du col d'Allos, au pied de la tête de la Sestrière, dans le massif des Trois-Évêchés, au nord-nord-est des gorges, et se jette dans la Durance, à l'ouest près de Vinon-sur-Verdon, après avoir parcouru 166 kilomètres. Tout au long de son cours, la rivière franchit différentes gorges et défilés, le canyon constituant les troisièmes après les deux cluses de la porte de Saint-Jean et de Chasteuil en amont et avant les gorges de Baudinard et les basses gorges en aval. Les gorges sont situées entre la vallée de la Durance à l'ouest et la mer Méditerranée au sud-est, à 25 kilomètres au nord de Draguignan, à 45 kilomètres à l'ouest-nord-ouest de Grasse, à 10 kilomètres au sud-ouest de Castellane, à 35 kilomètres au sud de Digne-les-Bains, à 5 kilomètres au sud-est de Moustiers-Sainte-Marie et à 35 kilomètres à l'est de Manosque ; le camp de Canjuers s'étend au sud aux portes du canyon.
Les gorges du Verdon débutent à la clue de Carajuan et au pont de Carajuan, juste après la confluence avec le Jabron. Très vite, le Verdon s'encaisse entre des reliefs qui dépassent les 1 500 mètres d'altitude alors que le lit de la rivière se trouve à 630 mètres d'altitude en amont et à 510 mètres en aval. Son étroitesse et sa profondeur — de 250 à 700 mètres de profondeur pour 6 à 100 mètres de largeur dans le lit de la rivière et 200 à 1 500 mètres de largeur d'un versant à l'autre au sommet des gorges — ont fait la renommée internationale du canyon. Prenant une direction générale vers l'ouest puis vers le sud et enfin vers le nord-ouest, la rivière est grossie par les eaux de différentes sources mais aussi de l'Artuby qui emprunte son propre canyon. La rivière débouche dans le lac de Sainte-Croix après un parcours de 25 kilomètres, traversant une dernière cluse, celle de Galetas, franchie par le pont du même nom.
Les gorges marquent la limite administrative entre les départements du Var au sud et des Alpes-de-Haute-Provence au nord, dans la région Provence-Alpes-Côte d'Azur.

### Points remarquables

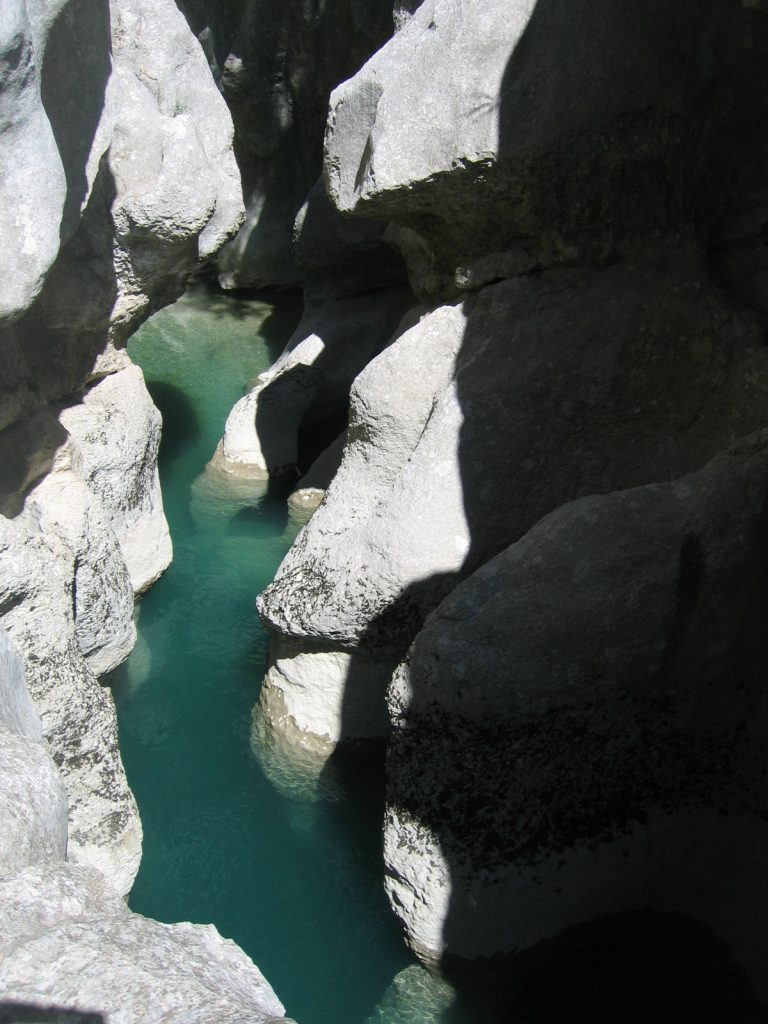
Le Styx du Verdon.

Le Styx du Verdon, nommé ainsi par référence au Styx de la mythologie grecque, est une sorte de mini canyon dans le canyon.
L’Imbut est un passage resserré par où le Verdon disparaît sous terre, sous un énorme chaos rocheux (embut signifie entonnoir en occitan provençal).

### Géologie
Pendant la période du Trias, la Provence s’affaisse et la mer la recouvre, déposant d’épaisses couches de calcaires divers.
Pendant la période Jurassique, la Provence est recouverte d’une mer chaude et peu profonde, facilitant la multiplication des coraux.
Au Crétacé, la Basse Provence se rehausse et la mer atteint l’emplacement actuel des Alpes.
L’ère Tertiaire voit l’édification des Alpes. C’est à cette époque que le Verdon trace son cours.

### Aménagements hydroélectriques

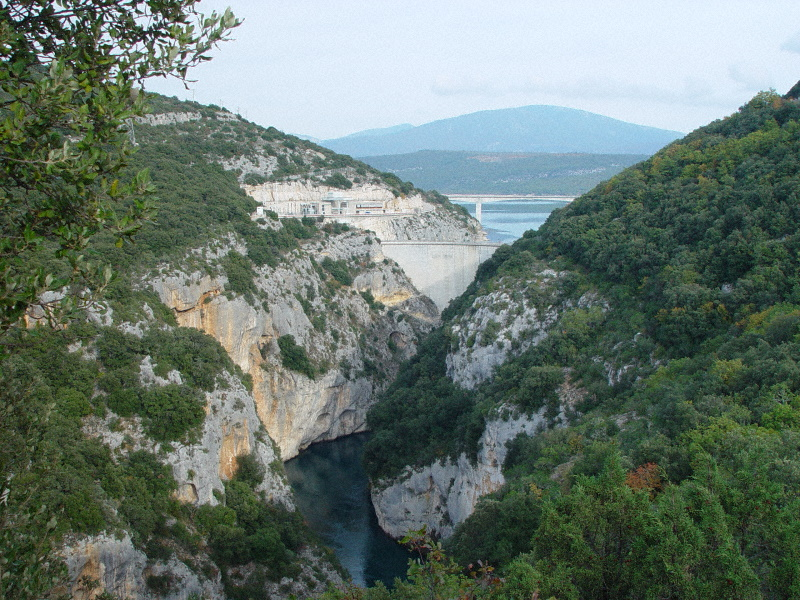
Le barrage de Sainte-Croix, vu des gorges de Baudinard.

Entre 1929 et 1975, cinq barrages sont édifiés sur le cours du Verdon, entre Saint-André-les-Alpes et Gréoux-les-Bains, qui forment autant de retenues. Celui de Sainte-Croix édifié à l'ouest des gorges forme le lac du même nom qui s'arrête juste dans la partie aval des gorges, noyant simplement la cluse de Galetas. La mise en eau du barrage en 1973 a noyé la plaine au débouché des gorges et où étaient établis le village des Salles-sur-Verdon — déplacé en hauteur —, de nombreuses fermes, des champs et vergers, le pont romain d'Aiguines, le pont de Garuby et la résurgence de Fontaine l'Evêque.

### Écologie
Le relief particulier des gorges en fait un écosystème à part où vivent des espèces rares :
- une fougère, la Doradille du Verdon (Asplenium jahandiezii), découverte dans les gorges en 1911[2] ;
- une campanulacée rare, la Raiponce de Villars (Phyteuma villarsii).

## Histoire
La vallée du Verdon a été habitée par le peuple gaulois des Vergunni.
Les gorges du Verdon n’attirent l’attention des voyageurs que tardivement. Les premières descriptions imprimées datent du tournant des XVIIIe et XIXe siècles, mais restent rares (une en 1782, une autre en 1804). Malgré le développement de la sensibilité aux beautés naturelles et la vogue du romantisme, ils ne remarquent qu’une coupure et ne s’attardent pas à la description d’un site accessible uniquement par des sentiers muletiers. Les gorges ne deviennent connues qu’avec la description qu’en fait Élisée Reclus en 1879, et la diffusion des guides touristiques (guides Joanne notamment à partir de 1877, Guide touristique de la Provence, guide Baedeker) à la Belle Époque. Les gorges sont cartographiées par les Cassini (années 1770) et les ingénieurs géographes du roi, en 1778.
C’est Édouard-Alfred Martel qui dirige la première expédition à descendre de bout en bout les gorges du Verdon[réf. nécessaire] (voir sentier Martel) ; l'expression de canyon est d’ailleurs de lui. Le tourisme se développe lentement dans les années 1880-1900 : la route est malaisée et dangereuse, les infrastructures (hôtels, restaurants, routes, sentiers) rares et peu confortables. De plus, le principal moyen de transport de l’époque, le chemin de fer, s’arrête à Saint-André-les-Alpes, ce qui oblige à louer des voitures pour venir voir les gorges.
Dans les années 1890 et jusqu’aux années 1920, des projets de retenues rendant les gorges navigables voient le jour. Le premier aménagement date de 1906 : le Touring club de France (TCF) trace un sentier qui permet de descendre dans les gorges. Le premier essor touristique des gorges date de la fin des années 1920 et des années 1930, sous l’impulsion du TCF : campagne de presse à partir de 1928, voyages de découverte, reportage diffusé au cinéma, visite de journalistes britanniques. Cette promotion est complétée par de nouveaux travaux en 1929 et 1930 : amélioration de la viabilité de la route, à l’initiative et en partie sur les fonds du TCF, aménagement de belvédères (dont le Point Sublime), incitation aux compagnies de transport local pour multiplier les dessertes, aménagement de nouveaux sentiers inaugurés en juin 1930, enfin création du refuge de Malines en 1936. Ces efforts attirent quelques milliers de touristes chaque année.
Le site est devenu un site naturel protégé depuis le 7 mai 1990,.

## Activités
Les gorges du Verdon attirent de nombreux touristes, surtout pendant la période estivale.

### Itinéraires routiers
Deux itinéraires routiers permettent de visiter les gorges du Verdon, l’un par la rive droite, au nord, allant de Castellane à Moustiers-Sainte-Marie par la route D952 et l’autre par la rive gauche, au sud, allant d’Aiguines à Castellane par la D71, D90 et D955.

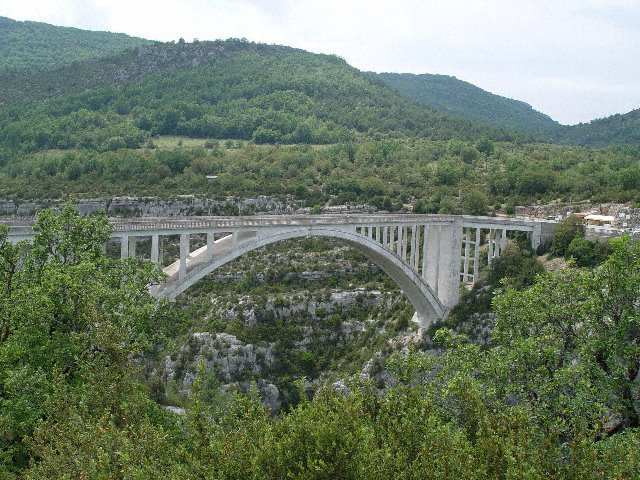
Le pont de Chaulière sur l'Artuby.

Le pont de l’Artuby traverse les gorges du même nom. Ce pont dont la dénomination exacte est « pont de Chaulière » est long de 110 mètres. Sa hauteur est de 140 mètres ; il a été construit entre 1938 et 1947.

### Escalade

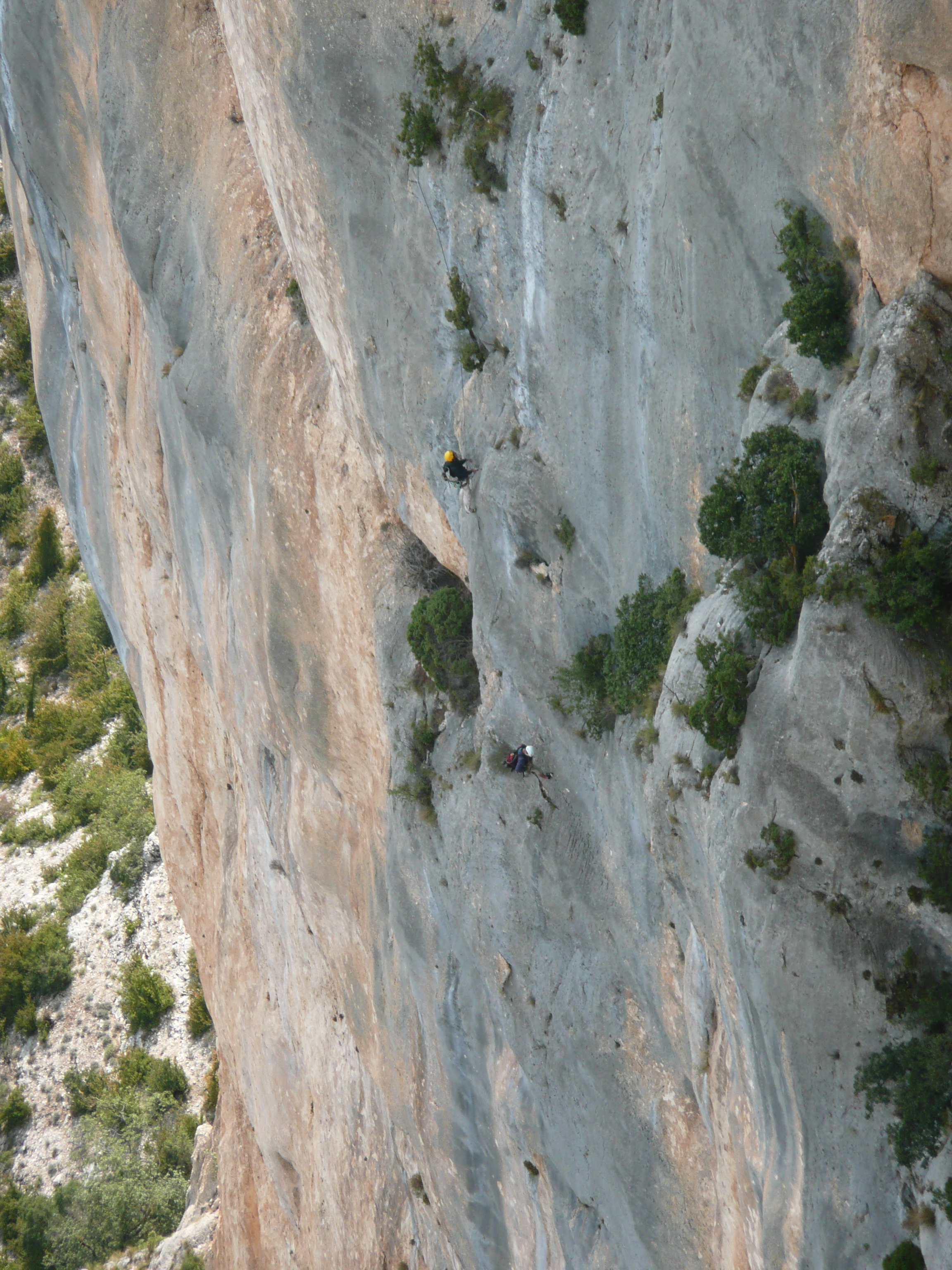
Grimpeurs sur une paroi du Verdon.

Les gorges du Verdon sont un site d'escalade qui comporte plus de 2 500 voies d'escalade.
L'escalade dans les gorges débute à l'été 1968, avec l'ouverture en 4 jours de la grande voie Les Enragés (300 m, 6b+) par quatre grimpeurs dont Patrick Cordier puis de La Demande (1968, 320 m, 6a) avec François Guillot.
La pratique se développe surtout dans les années 1980, avec l'essor de l'escalade sportive en France et l'équipement permanent de nombreuses voies.[réf. nécessaire] L'escalade dans les gorges est médiatisée dans la presse spécialisée et révélée au grand public dans des documentaires, comme ceux de Jean-Paul Janssen : Overdon (1980) qui présente le grimpeur Patrick Berhault et Opéra vertical (1982) qui révèle le grimpeur Patrick Edlinger. Les gorges deviennent ainsi le site majeur d'escalade sportive en France, voire en Europe, durant les années 1980 et le début des années 1990.
La fréquentation du site diminue ultérieurement, avec la mode pour d'autres styles d'escalade (voies courtes, dévers) et l'essor d'autres sites en France (Buoux, Ceüse) et en Europe (falaises espagnoles). Depuis quelques années, certaines voies sont interdites pour protéger la nidification des vautours récemment réintroduits.

### Randonnée pédestre
Dans la partie des « gorges » que se trouvent plusieurs randonnées :
- le sentier Martel ;
- le sentier de l'Imbut ;
- le belvédère de Rancoumas par le pont de Tusset ;
- le sentier du Bastidon.

### Autres sports
Les gorges sont le lieu de pratique d'autres sports, à l'exemple du canoë-kayak,  parapente, rafting, saut à l'élastique, le base jump et du canyonisme.
La rivière du Verdon est une destination privilégiée par les pêcheurs notamment à la mouche.
Depuis plus de 30 ans, y est organisé le trail Var Verdon Trail Canyon.

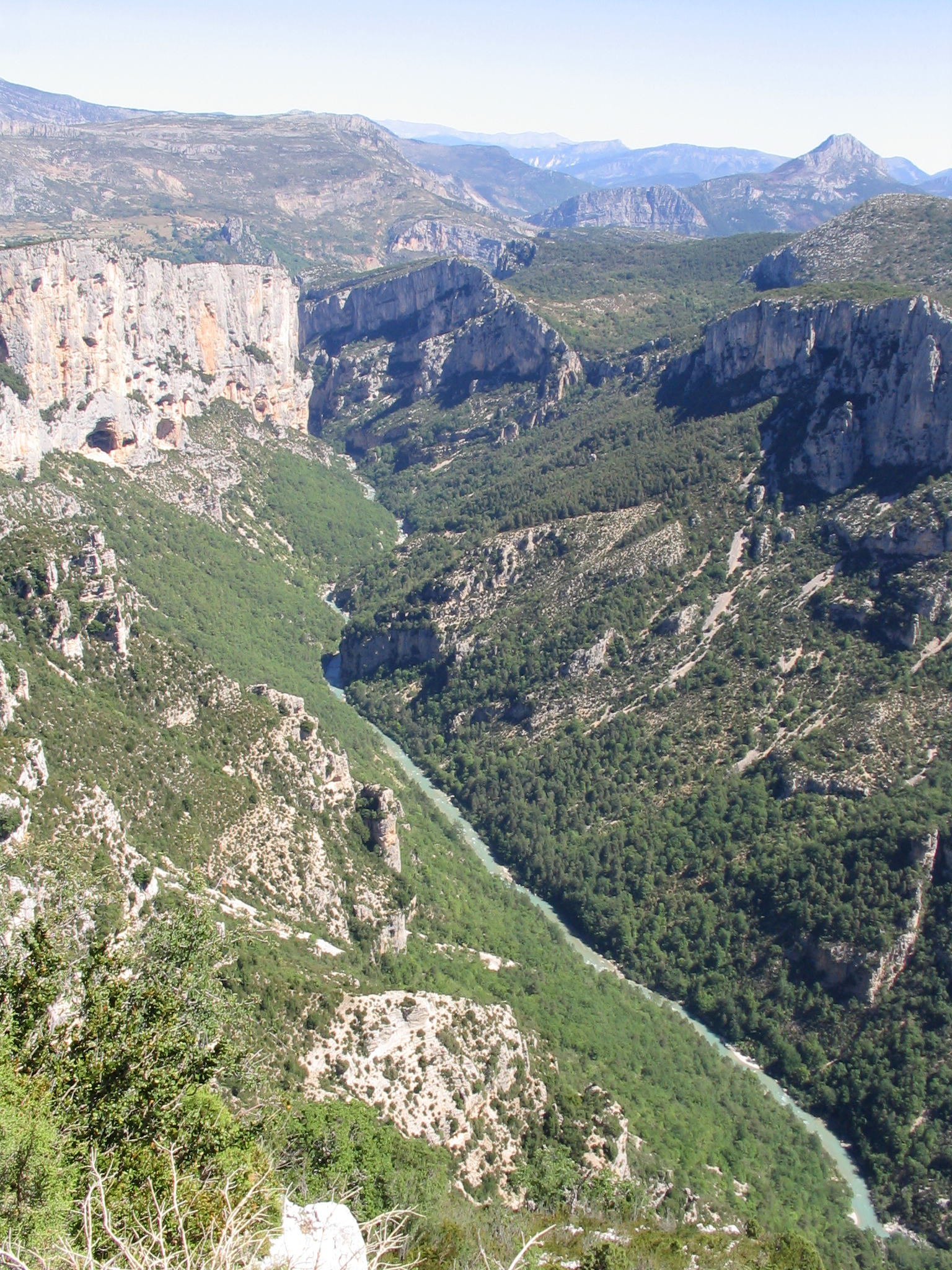
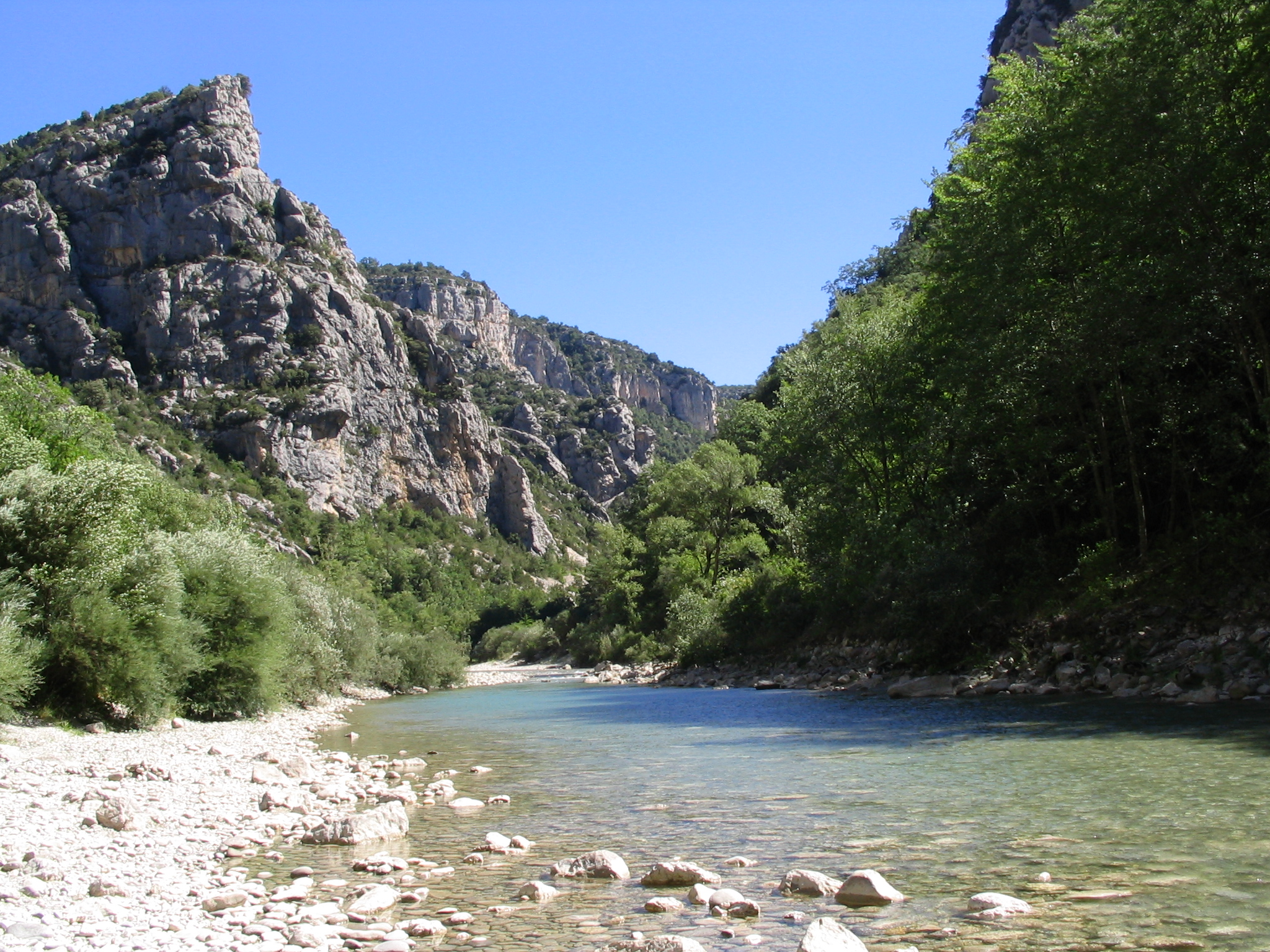
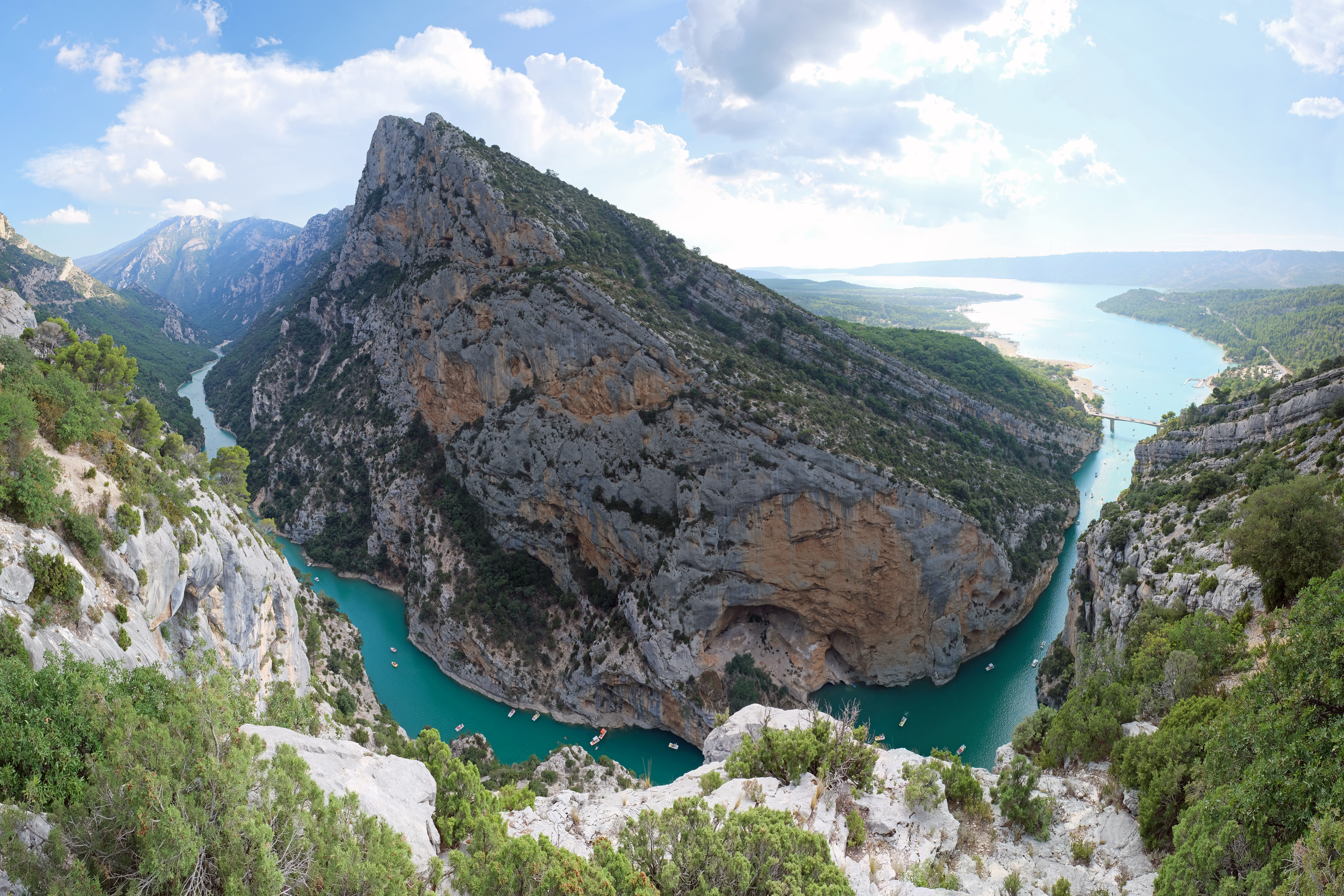
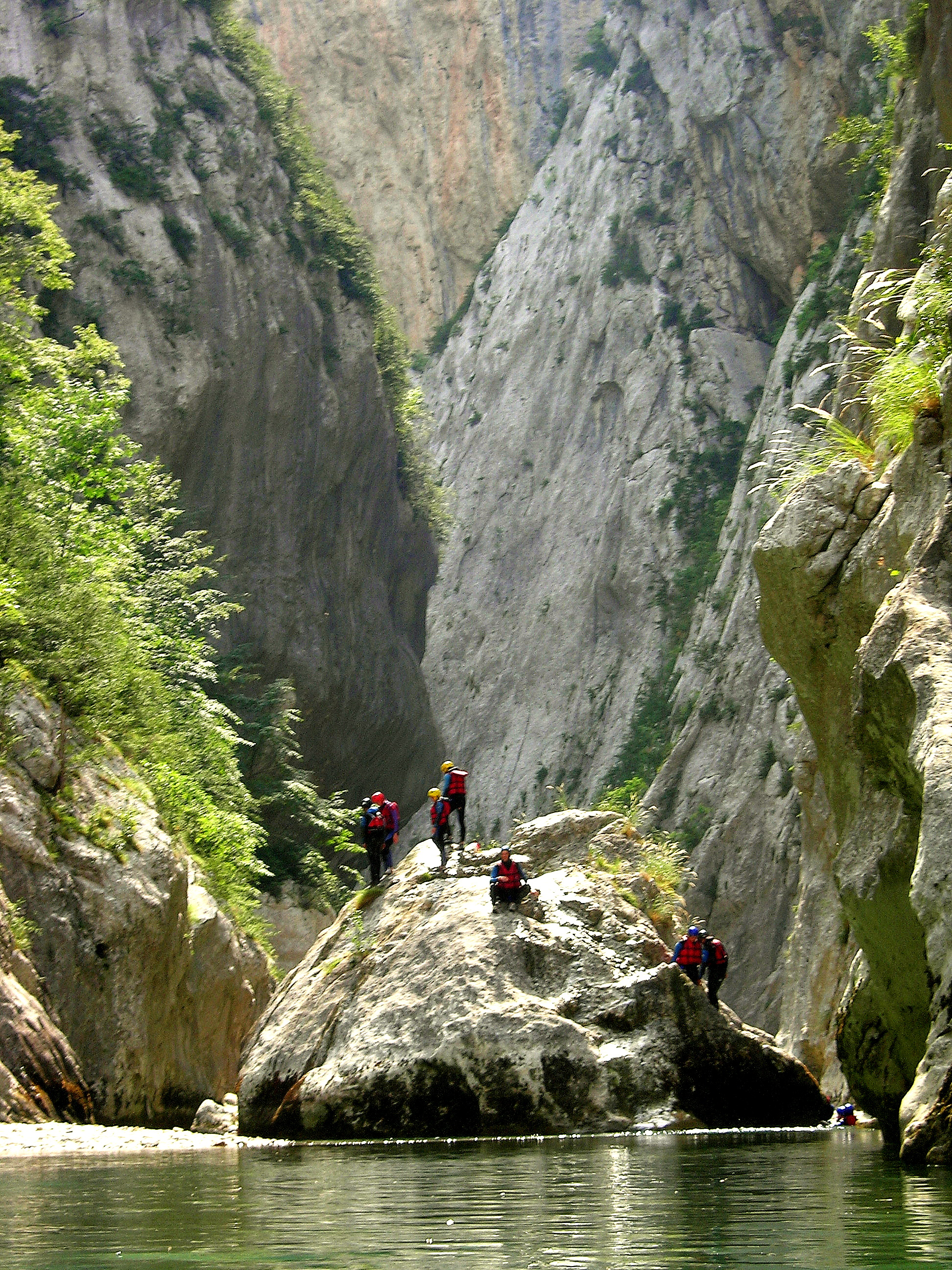
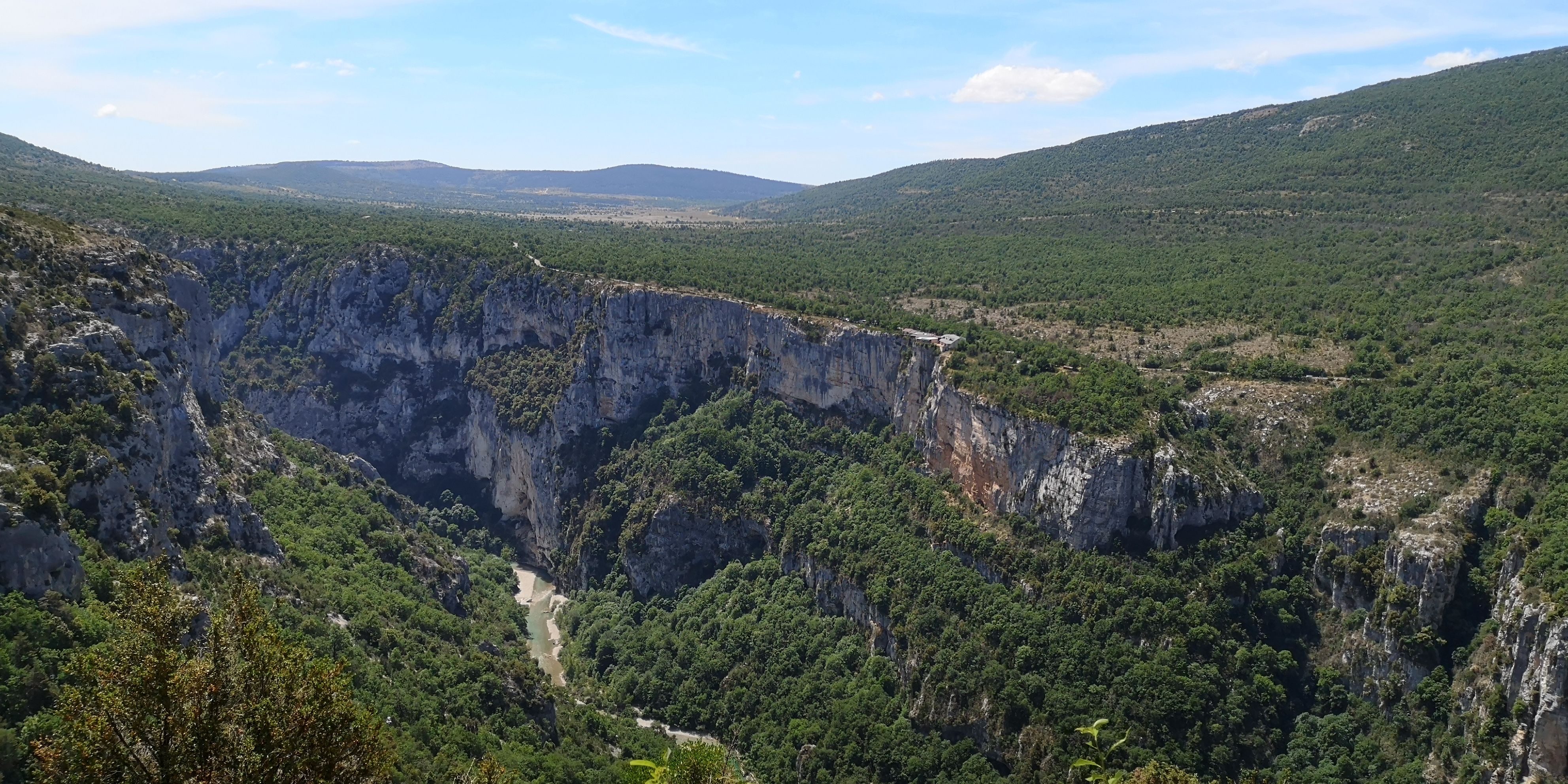